# زمن الوصول
زمن النفاذ أو مدة الولوج أو زمن الوصول هو مصطلح في علوم الحاسوب تعني الزمن المستغرق بين بداية أمر القراءة أو الكتابة وإنهاء العملية.
تستخدم لقياس سرعة الوصول للبيانات المخزنة في وحدات التخزين مثل الذاكرة الرئيسية والقرص الصلب أو غيرها من أماكن التخزين في الحاسوب.

## اقرأ أيضاً
- ذاكرة رئيسية